# Tahsish-Kwois Park
Tahsish-Kwois Park är en park i Kanada.   Den ligger i provinsen British Columbia, i den sydvästra delen av landet, 3 800 km väster om huvudstaden Ottawa. Tahsish-Kwois Park ligger 434 meter över havet.
Terrängen runt Tahsish-Kwois Park är bergig norrut, men söderut är den kuperad. Trakten runt Tahsish-Kwois Park är nära nog obefolkad, med mindre än två invånare per kvadratkilometer.. Det finns inga samhällen i närheten. 
I omgivningarna runt Tahsish-Kwois Park växer i huvudsak barrskog.